# Sulzbach (Jagst, Siglingen)
Der Sulzbach (ⓘ) oder Sülzbach, am linken Oberlauf Klingenbach, ist ein kleiner Zufluss der unteren Jagst im Dorf Siglingen der Stadt Neudenau im baden-württembergischen Landkreis Heilbronn.

## Verlauf

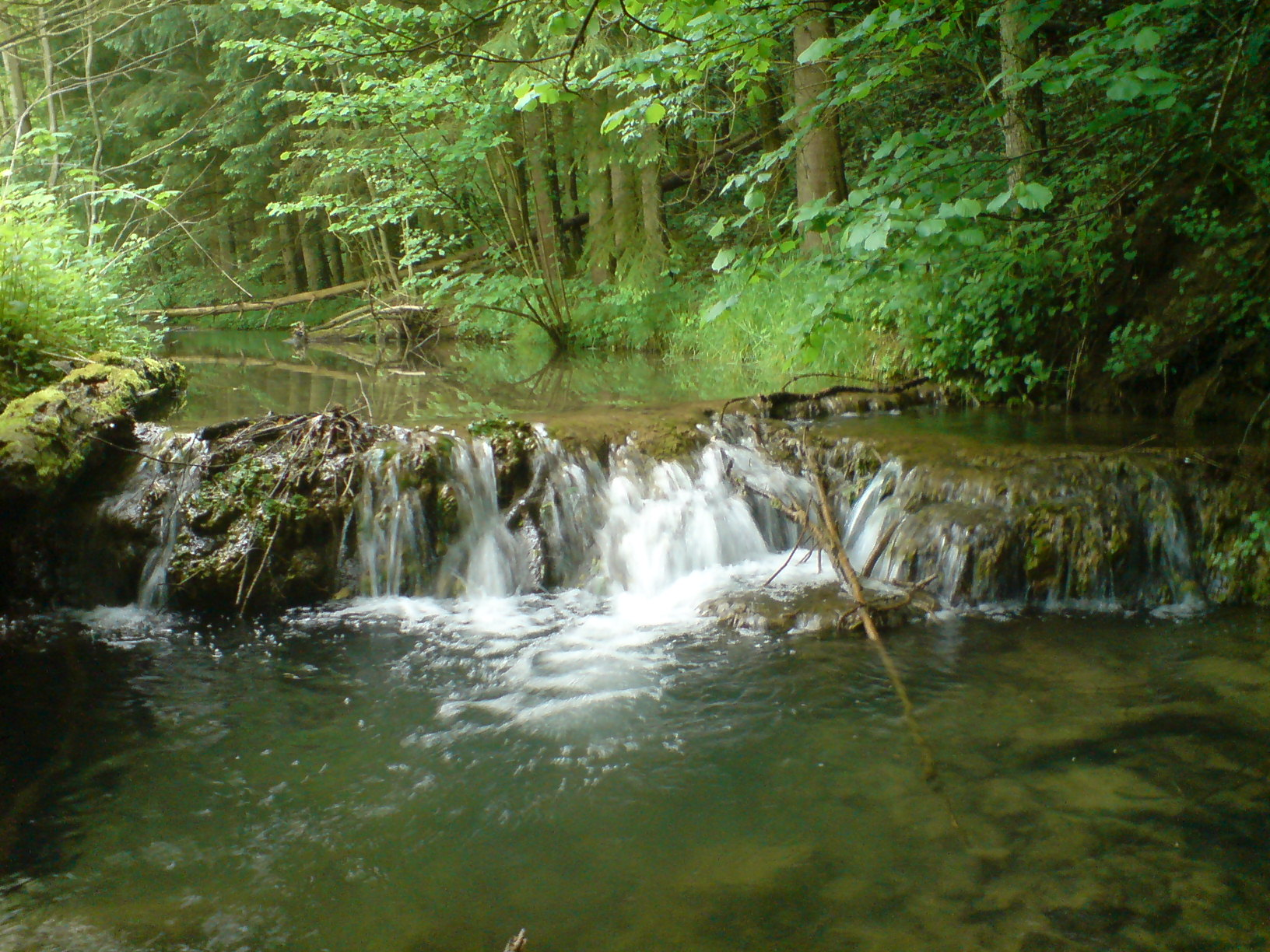
Natürliche Schwelle aus Kalktuff am Sulzbach

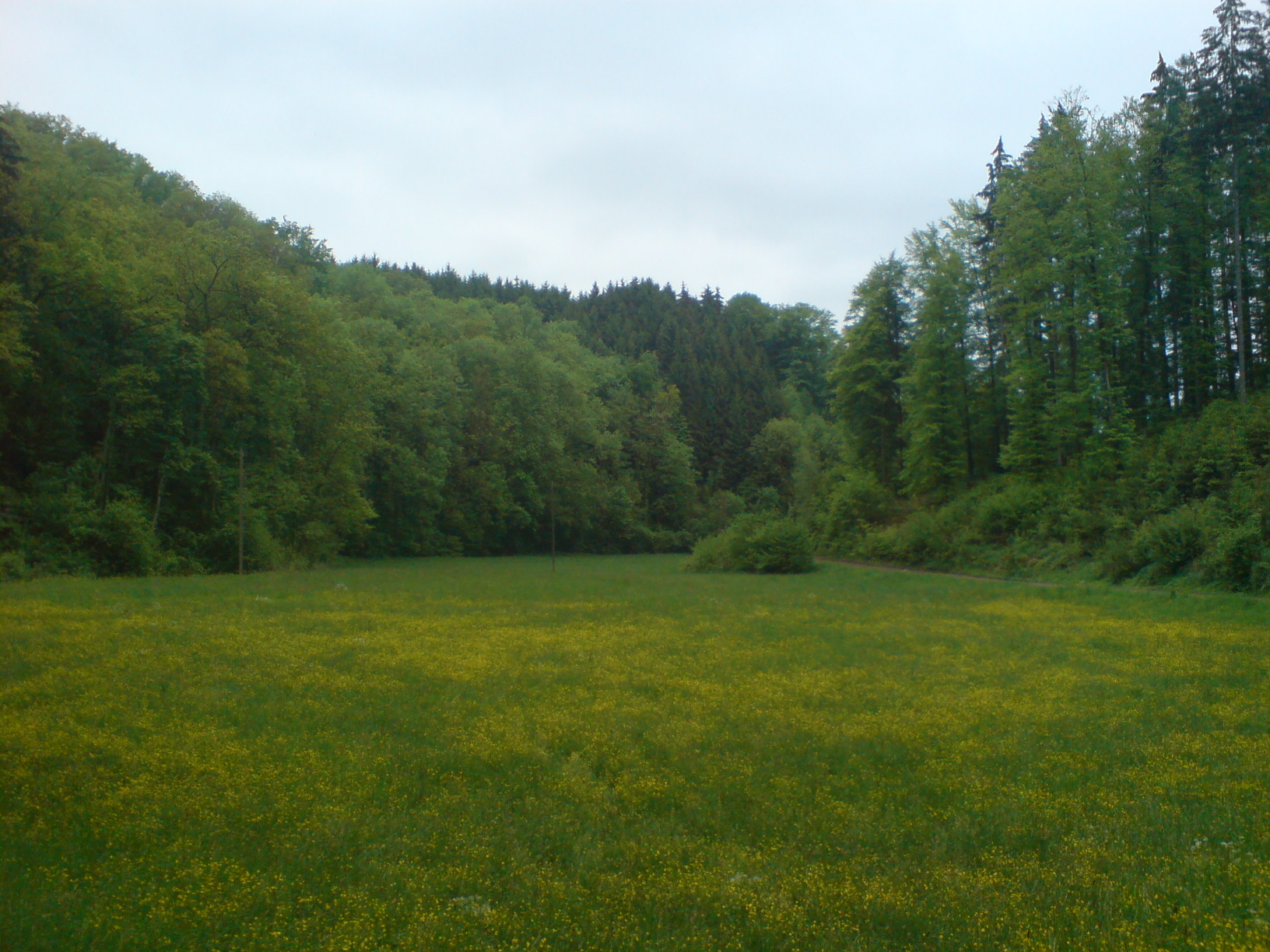
Das untere Sulzbachtal

Das rund 13 km² große Einzugsgebiet des Sulzbachs ist zwischen den weitaus größeren Einzugsgebieten von Seckach im Osten und Schefflenz im Westen eingeklemmt. Über den Ursprung des Sulzbachs ist man sich nicht einig. Nach der offiziellen topografischen Karte des Landesvermessungsamtes beginnt der Bach auf dem Stadtgebiet von Neudenau, weniger als einen halben Kilometer nördlich der Kreisstraße 2026, die von Reichertshausen nach Westen abzweigt. Hier ist links neben dem Bachbett ein Brunnen (⊙) im Sulzbachtal eingezeichnet sowie eine wasserführende kurze Waldklinge, die von der gegenüberliegenden westlichen Hangseite herabläuft.
Nach der Karte der LUBW jedoch beginnt der Sulzbach deutlich weiter nördlich im Nordzipfel des Waldstückes Förstle zwischen Bittelbronn und Waldmühlbach, just diesseits der Stadtgrenze von Möckmühl zu  Billigheim. Nach dieser Definition erreicht der Sulzbach eine Länge von 7,0 km. Allerdings ist der obere Gewässerabschnitt, sogar noch nach knapp den ersten zwei Kilometern, auf denen er Klingenbach genannt wird, weniger ein Bach als vielmehr ein Graben, der über einen Großteil des Jahres völlig trocken liegt. Das in offener Agrarlandschaft liegende Tal, dort noch eher als eine Mulde zu bezeichnen, verläuft durchweg nach Süden. Südwestlich von Bittelbronn erreicht der Sulzbach einen Weiher im Talgrund am Rande des unmittelbar südlich anschließenden Waldgebietes Sülz. Ab hier sind das sich eintiefende Tal ebenso wie seine Hänge vollständig mit Wald bestanden. Weiter talabwärts herrschen Wiesenauen vor bei weiterhin bewaldeten Hängen. Das Bachbett liegt hier noch über weite Zeiträume des Jahres trocken. In diesem Bereich mündet von rechts der oben erwähnte Graben ein, der allerdings die Wasserführung nicht nennenswert beeinflusst. Sieht man ihn als Ursprung an, so kommt der Sulzbach nicht einmal auf die Hälfte der oben genannten Länge. Erst unterhalb der Stelle, wo die von Reichertshausen kommende Straße K 2026 das Tal quert, führt der Sulzbach dann das ganze Jahr über Wasser, das vermutlich im Bachbett selbst austritt. Der Bach gräbt sich danach rasch sehr tief ein und fließt über zahllose natürliche Schwellen aus Kalktuff recht schnell der Jagst entgegen. Auf der Hochfläche östlich über dem Tal liegt Reichertshausen. Etwas unterhalb mündet von links eine anscheinend namenlose, im Gewann Hasenpfad liegende Waldklinge ein, die periodisch Wasser führt. Die Kreisstraße 2137, die Bittelbronn mit Siglingen verbindet, folgt der linken Hangseite dieser Klinge und begleitet danach den Sulzbach weiter bis nach Siglingen. Der Bach durchquert dessen nördlich der Jagst gelegenen Ortsteil teils verdolt und mündet schließlich aus einem Kanalrohr in die Jagst.